# رابيد سيتي
رابيد سيتي (داكوتا الجنوبية) (بالإنجليزية: Rapid City, South Dakota)‏ هي مدينة و مقر المقاطعة تقع في الولايات المتحدة في مقاطعة بنينغتون، داكوتا الجنوبية. يقدر عدد سكانها بـ 67,956 نسمة ومساحتها 143.72 كم2 وترتفع عن سطح البحر 976 متر.

## التركيبة السكانية
قام مكتب تعداد الولايات المتحدة بتحديد بيانات التركيبة السكانية لرابيد سيتيفي تعداد الولايات المتحدة. في ما يلي، التركيبة السكانية حسب تعدادي 2000 و 2010.

### تعداد عام 2000
بلغ عدد سكان رابيد سيتي 59,607 نسمة بحسب تعداد عام 2000، وبلغ عدد الأسر 23,969 أسرة وعدد العائلات 15,220 عائلة مقيمة في المدينة. في حين سجلت الكثافة السكانية 1,336.7 نسمة لكل ميل مربع (516.1/كم2). وبلغ عدد الوحدات السكنية 25,096 وحدة بمتوسط كثافة قدره 562.8 نسمة لكل ميل مربع (217.3/كم2).
وتوزع التركيب العرقي للمدينة بنسبة 84.33% من البيض و 10.14% من الأمريكيين الأصليين و 1.00% من الأمريكيين ذوي الأصول الآسيوية و 0.06% من سكان جزر المحيط الهادئ و 0.97% من الأمريكيين الأفارقة و 2.77% من عرقين مختلطين أو أكثر.
بلغ عدد الأسر 23,969 أسرة كانت نسبة 31.2% منها لديها أطفال تحت سن الثامنة عشر تعيش معهم، وبلغت نسبة الأزواج القاطنين مع بعضهم البعض 46.7% من أصل المجموع الكلي للأسر، ونسبة 12.6% من الأسر كان لديها معيلات من الإناث دون وجود شريك، وكانت نسبة 36.5% من غير العائلات. تألفت نسبة 29.4% من أصل جميع الأسر من أفراد ونسبة 10.0% كانوا يعيش معهم شخص وحيد يبلغ من العمر 65 عاماً فما فوق. وبلغ متوسط حجم الأسرة المعيشية 2.96، أما متوسط حجم العائلات فبلغ 2.39.
بلغ العمر الوسطي للسكان 35 عاماً. وكانت نسبة 25.3% من القاطنين تحت سن الثامنة عشر، وكانت نسبة 11.8% بين الثامنة عشر والأربعة وعشرون عاماً، ونسبة 28.7% كانت واقعةً في الفئة العمرية ما بين الخامسة والعشرون حتى والأربعة وأربعون عاماً، ونسبة 20.9% كانت ما بين الخامسة والأربعون حتى الرابعة والستون، ونسبة 13.2% كانت ضمن فئة الخامسة والستون عاماً فما فوق. يوجد لكل 100 أنثى 96.2 ذكر، ويوجد لكل 100 أنثى في الثامنة عشر من عمرها فما فوق 93.6 ذكر.
بلغ متوسط دخل الأسرة في المدينة 35,978 دولار، أما متوسط دخل العائلة فبلغ 44,818 دولار. وكان متوسط دخل الذكور 30,985 دولار مقابل 21,913 دولار للإناث. وسجل دخل الفرد الخاص بالمدينة 19,445 دولار. وكانت نسبة 9.4% من العائلات ونسبة 12.7% من السكان تحت خط الفقر، وكان من هؤلاء نسبة 17.6% تحت سن الثامنة عشر ونسبة 6.9% في الخامسة والستين من العمر وما فوق.

### تعداد عام 2010
بلغ عدد سكان رابيد سيتي 67,956 نسمة بحسب تعداد عام 2010، وبلغ عدد الأسر 28,586 أسرة وعدد العائلات 16,957 عائلة مقيمة في المدينة. في حين سجلت الكثافة السكانية 1,226.4 نسمة لكل ميل مربع (473.5/كم2). وبلغ عدد الوحدات السكنية 30,254 وحدة بمتوسط كثافة قدره 546.0 لكل ميل مربع (210.8/كم2).
وتوزع التركيب العرقي للمدينة بنسبة 12.4% من الأمريكيين الأصليين و 1.0% من الأمريكيين ذوي الأصول الآسيوية و 0.1% من سكان جزر المحيط الهادئ و 1.1% من الأمريكيين الأفارقة و 4.1% من عرقين مختلطين أو أكثر.
بلغ عدد الأسر 28,586 أسرة كانت نسبة 29.9% منها لديها أطفال تحت سن الثامنة عشر تعيش معهم، وبلغت نسبة الأزواج القاطنين مع بعضهم البعض 41.2% من أصل المجموع الكلي للأسر، ونسبة 13.1% من الأسر كان لديها معيلات من الإناث دون وجود شريك، بينما كانت نسبة 5.1% من الأسر لديها معيلون من الذكور دون وجود شريكة وكانت نسبة 40.7% من غير العائلات. تألفت نسبة 32.9% من أصل جميع الأسر من أفراد ونسبة 11.1% كانوا يعيش معهم شخص وحيد يبلغ من العمر 65 عاماً فما فوق. وبلغ متوسط حجم الأسرة المعيشية 2.90، أما متوسط حجم العائلات فبلغ 2.29.
بلغ العمر الوسطي للسكان 35.6 عاماً. وكانت نسبة 23.9% من القاطنين تحت سن الثامنة عشر، وكانت نسبة 10.6% بين الثامنة عشر والأربعة وعشرون عاماً، ونسبة 25.7% كانت واقعةً في الفئة العمرية ما بين الخامسة والعشرون حتى والأربعة وأربعون عاماً، ونسبة 25% كانت ما بين الخامسة والأربعون حتى الرابعة والستون، ونسبة 14.5% كانت ضمن فئة الخامسة والستون عاماً فما فوق. وتوزع التركيب الجنسي للسكان بنسبة 49.5% ذكور و 50.5% إناث.

## المدن التوأمة
مدينة آبلدا هي مدينة توأمة لـرابيد سيتي (داكوتا الجنوبية).

## معرض صور

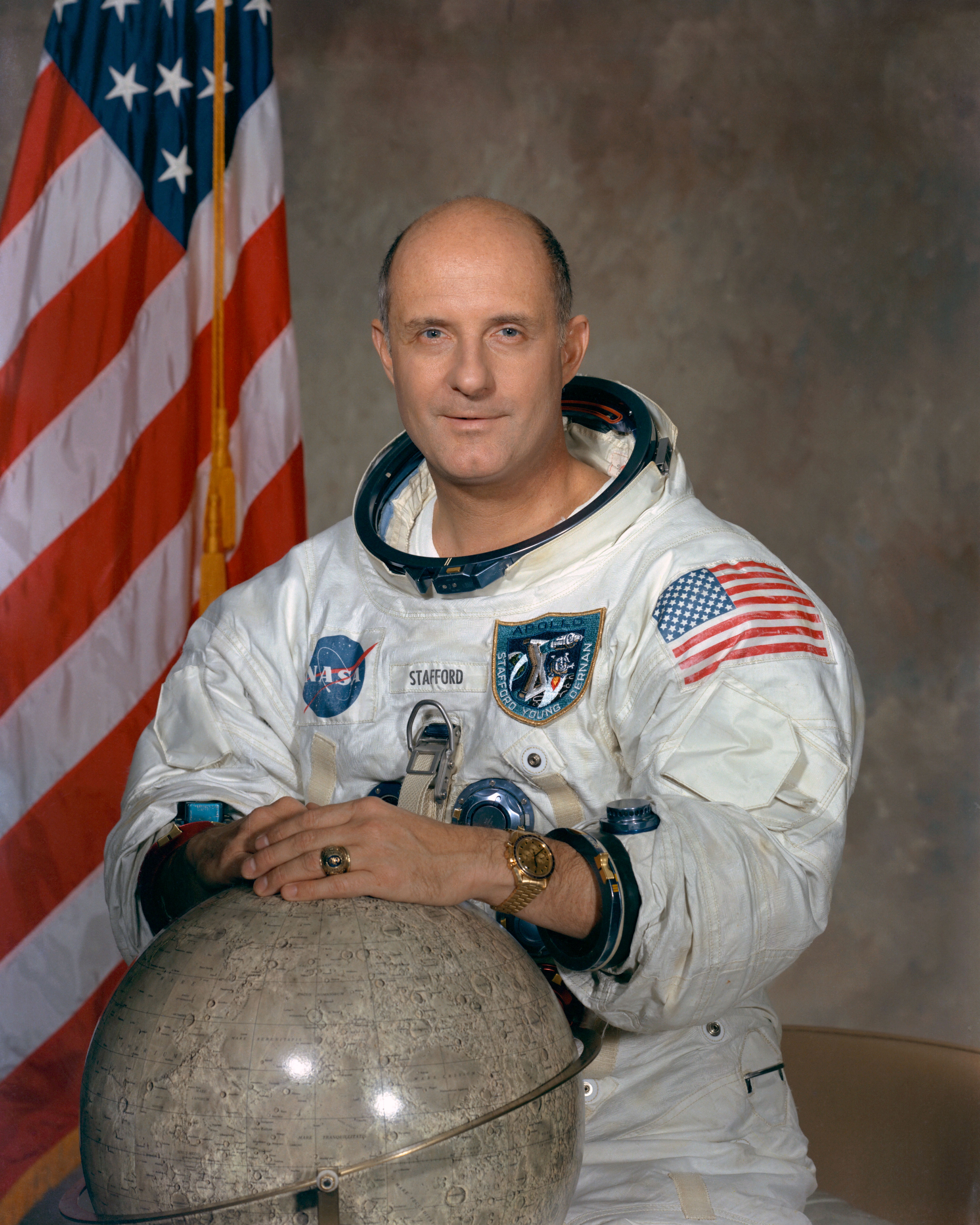
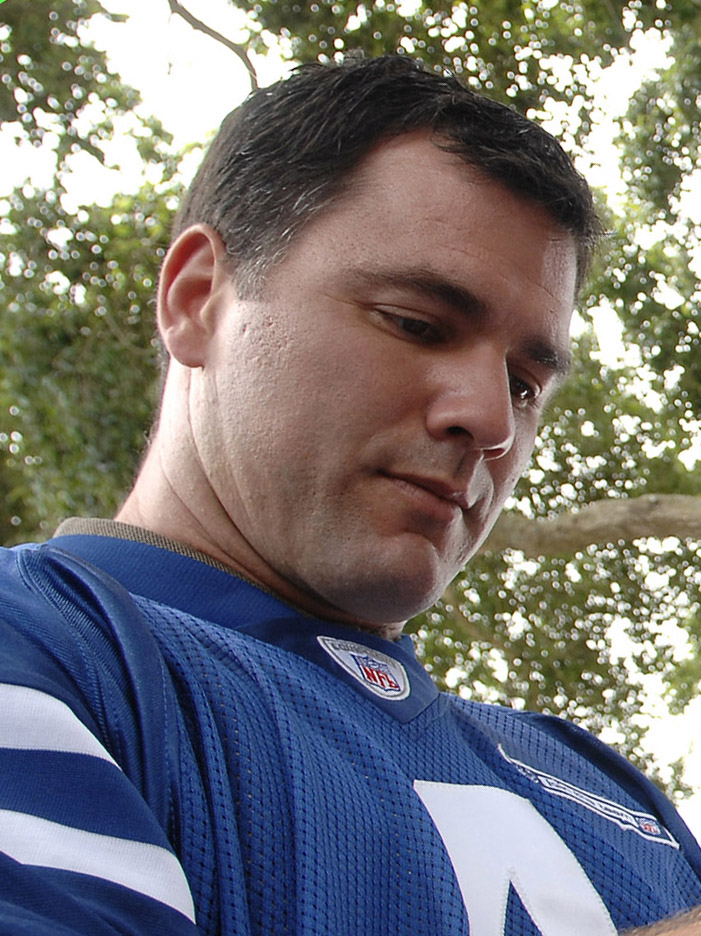
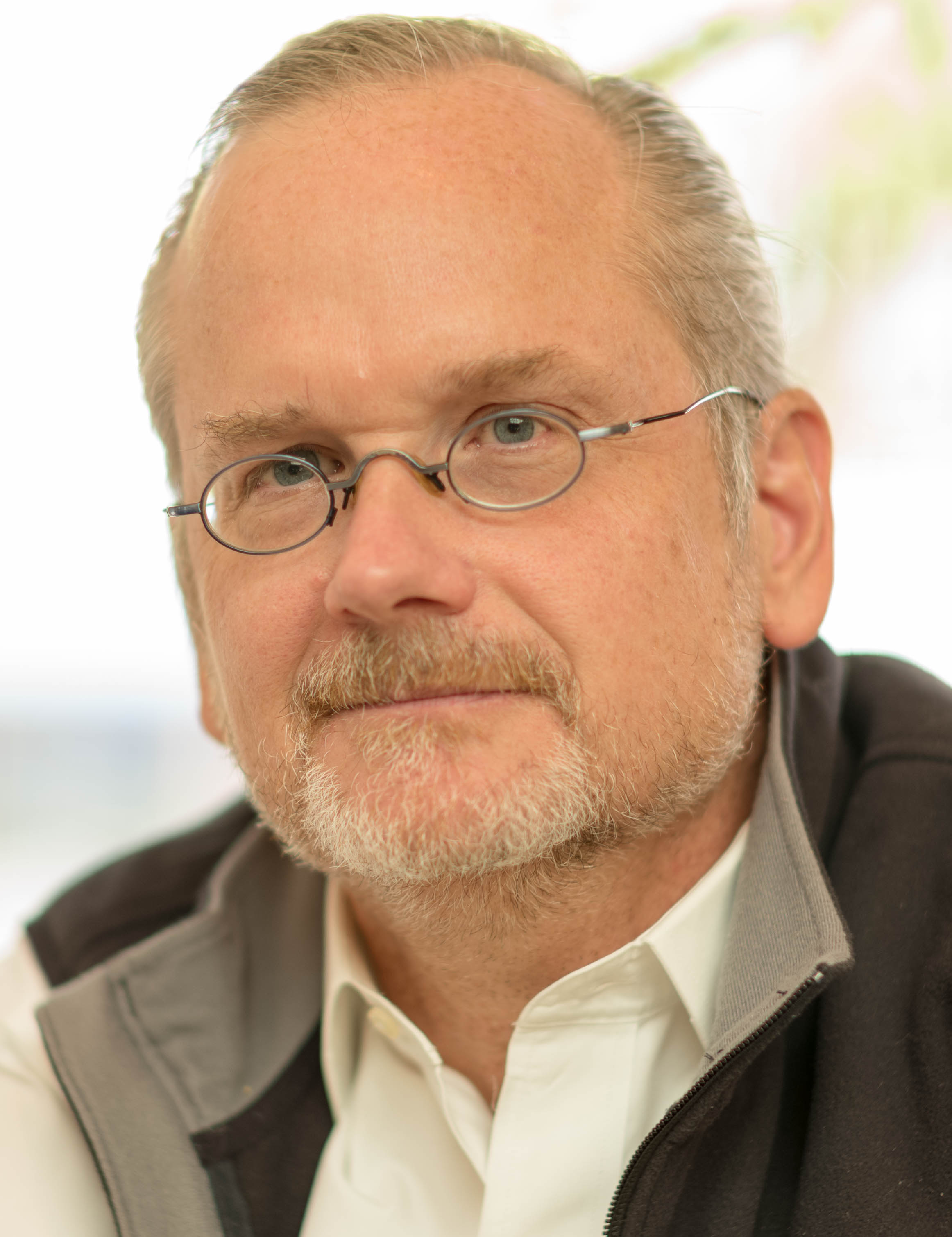
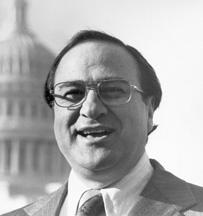